# 新造の方
新造の方（しんぞうのかた、? - 慶長17年4月22日（1612年5月22日））は、江戸時代初期の女性。伊達政宗の側室。伊達秀宗・伊達宗清の母。

## 生涯
以下は『伊達治家記録』による。
飯坂城主・飯坂宗康の二女として生まれる。のち伊達政宗の側室となる。
天正19年（1591年）12月、柴田郡村田城で政宗の第1御子・兵五郎（のちの伊達秀宗）を産む。この時、新造の方は豊臣秀吉の奥州再仕置によって政宗が米沢城を召し上げられたため、玉造郡岩出山城へ移動の途中で、村田宗殖（伊達稙宗の9子）の居城に寓していた際に出産したといわれる。母子ともに村田城で年を越した。
文禄元年（1592年）伊達家は秀吉の命令で朝鮮出兵に参加したため、兵五郎と新造の方はこの年も村田城で過ごし、文禄2年（1593年）の正月も村田城で迎えた。その後岩出山城に移った。
文禄3年（1594年）1月、兵五郎と新造の方は岩出山城を出て、京都伏見に向かう。2月4日京都の聚楽第に到着。秀吉の子・秀頼付きの臣従として任用されたためであった。新造の方は伏見の伊達家屋敷に入った。
慶長5年（1600年）、新造の方は政宗の三男（第4子）の権八郎（のちの伊達宗清）を産む。
慶長17年（1612年）4月22日、伊達家江戸屋敷において死去。法名は心月妙圓大禪尼と号す。
政宗はこのとき哀傷のあまり和歌を3首献じた。
- 誰モミナ終ニ行ヘキ道ナカラ先タツ人ソ哀ナリケル
- 思ヒ寝ニカタシク衣ソホツ哉秋ナラヌ露ノ置トセシマニ
- 世ノ中ノ濁リニシマヌ身ナリセハ蓮ノ台栖ナラマシ

その後、松島瑞巌寺において新造の方の葬儀が執行された。このとき江戸屋敷から伊達家重臣の鈴木元信が御棺に随行して松島瑞巌寺まで移送の任にあたった。

## 逸話
子の伊達秀宗は側室の産んだ子供であったため、伊達宗家の当主にはなれなかったが、慶長19年（1614年）12月28日に伊予国の宇和島藩初代藩主となった。次男の宗清は、政宗の他の側室・飯坂の局の養子となり、義母の実家の飯坂家を継いだ。しかし、秀宗・宗清の生母は飯坂の局とされていたりするなど、史料によってばらつきが見られ、今のところはっきりしていない。あるいは慶長8年（1603年）に死去したともいう。
なお、1987年NHK大河ドラマ『独眼竜政宗』での秋吉久美子が演じた猫御前は、架空の人物ではあるものの、新造の方と飯坂の局の両方がモデルとなっている。
猫御前というのは史実における別名ではなく、大河ドラマ『独眼竜政宗』の原作である小説『伊達政宗』（著：山岡荘八）に出てくる呼び名である。